# Multipla skleroza

Multipla skleroza (MS), (lat. sclerosis multiplex), neurodegenerativno oboljenje i autoimuna bolest koja ponajprije „napada“ bijelu tvar središnjega živčanog sustava. Točnije, pogađa dugačke produžetke neurona, na kojima pojedini dijelovi mijelinske ovojnice upalno odgovaraju i propadaju. Stoga se multipla skleroza smatra upalnom, demijelinizirajućom bolešću izazvanom imunološkim promjenama nepoznate etiologije.
Kad je određeni dio mijelinskog omotača upaljen i oštećen, prenošenje impulsa kroz neurone je poremećeno, usporeno ili isprekidano, zbog čega poruke iz mozga dolaze na „cilj“ sa zakašnjenjem, „greškama“ ili ih uopće nema (izostaju). Bolest je vrlo promjenljiva tijeka, javlja se neurološkim simptomima i znacima i obilježavaju je česta pogoršanja različitoga stupnja, koja se smjenjuju s naglim poboljšanjim kliničke slike (remisija bolesti). Nastanak multiple skleroze prate mnogi poremećaji različitoga stupnja, od blage ukočenosti i otežana hodanja, do potpune oduzetosti, sljepoće, itd.
U svijetu od multiple skleroze boluje preko dva milijuna ljudi i to uglavnom u razvijenim zemljama svijeta. Bolest je nešto češća kod žena nego kod muškaraca (3:2).

## Povijest
Jedan od prvih medicinskih opisa multiple skleroze objavio je William MacKenzie (1791. – 1886.), škotski oftalmolog, opisavši slučaj dvadesettrogodišnjeg muškarca kojem je prvi simptom bolesti bio poremećaj vida, a pomoć u Londonu je potražio nakon pojave paralize. Ubrzo su se kod ovog bolesnika razvili i poremećaj govora (dizartrija) i urinarna inkontinencija (nemogućnost zadržavanja mokraće). Svi simptomi bolesti nestali su nakon dva mjeseca, ali su se, znatno pojačani, ubrzo ponovo pojavili.
Multiplu sklerozu, kao posebnu bolest, prvi put je 1868. opisao francuski neurolog Jean-Martin Charcot (1825. – 1893.).  Patološke nalaze u svojim istraživanjima multiple skleroze Charcot naziva skleroza s plakovima ((fr.)). Tri osnovna simptoma multiple skleroze, koja su poznata pod općim nazivom Charcotov trijas simptoma, su: nistagmus, tremor i „pjevajući“ govor - dizartrija (što nije tipično samo za multiplu sklerozu). Kod ovih bolesnika Charcot je primijetio i promjene u kognitivnim funkcijama opisavši ih kao „značajno slabljenje pamćenja“  i  „lagani gubitak ideja“.
I drugi stručnjaci prije Charcota opisivali su simptome, ilustrirtali promjene i kliničku sliku multiple skleroze. Najznačajniji među njima su britanski profesor Robert Carswell (1793. – 1857.) i francuski profesor anatomske patologije Jean Cruveilhier (1791. – 1873.), ali nijedan od njih nije opisao multiplu sklerozu kao zasebnu bolest. Nakon Charcotovog opisa multiple skleroze, posebne slučajeve ove bolesti opisali su još i Eugène Devic (1858. – 1930.), Jozsef Balo (1895. – 1979.), Paul Ferdinand Schilder (1886. – 1940.) i Otto Marburg (1874. – 1948.).
Jedan od prvih književnih opisa multiple skleroze nalazimo u dnevniku Friedrich August Estea (1794. – 1843.). Este je od multiple skleroze obolio u dvadesetosmoj godini života, a prvi simptom je bio smanjenje oštrine vida:
Multipla skleroza se može pojaviti u svakom životnom dobu. Najčešće javlja između 20. i 40. godine života. Trenutno u svijetu oko 2,5 milijuna ljudi boluje od ove bolesti. Multipla skleroza se obično pojavljuje kod odraslih osoba u tridesetim godinama, ali je njezina pojava moguća i kod djece mlađe od 15 godina. Kod djece, odnos oboljevanja od ove bolesti između spolova može biti 3:1 (tri djevojčice na jednog dječaka). Primarno progresivni podtip bolesti je češći kod oboljelih osoba počev od pedesete godine života. Kao i kod mnogih autoimunih bolesti, postotak oboljelih od multiple skleroze viši je u ženskoj populaciji, s tendencijom rasta. Kod djece, odnos oboljelih među muškarcima i ženama je još izrazitiji (3:1), dok iznad pedesete godine starosti, multipla skleroza zahvaća muškarce i žene podjednako.
Kod multiple skleroze postoji epidemiološki vidljiva razlika u oboljevanju između stanovnika južne polutke i sjeverne polutke, a bolest se daleko manje javlja kod ljudi koji žive u blizini ekvatora. Multipla skleroza je pet puta učestalija u klimatskim uvjetima koji vladaju u sjevernim dijelovima Sjedinjenih Američkih Država, Kanadi i Europi nego u tropskim područjima i na Dalekom istoku. Klima, sunce i uzimanje vitamina D, navode se u brojnim istraživanjima kao mogući razlozi postojanja razlike u učestalosti MS u odnosu na zemljopisnu širinu. Međutim, postoje i neka važna odstupanja između sjevera i juga, kao i promjene u stopama prevalence tijekom vremena. U cjelini gledano, ovaj trend se polako sve više gubi. To znači da se ostali čimbenici, kao što su brojni ekološki čimbenici okoline i genetika, trebaju uzeti u obzir pri tumačenju podrijetla multiple skleroze u današnje doba.  U pojedinim područjima u kojima postoji veća učestalost multiple skleroze, neke etničke skupine imaju niži rizik razvoja bolesti, gdje spadaju; Semiti, Laponci, Turkmeni, američki Indijanci, kanadski Huteriti, Afrikanci, i novozelandski Maori.,
Najugroženiji narodi i rase od multiple skleroze su europski narodi. Ugroženost je manja kod crnaca za 50%, dok je prevalenca MS najniža kod mongolskih naroda. Najveću prevalencu multiple skleroze na svijetu imaju stanovnici Škotske.
Ekološki čimbenici kojima je organizam bio izložen u djetinjstvu mogu imati veći utjecaj na moguću pojavu i dalji tijek multiple skleroze, kod oboljele osobe u njezinom kasnijem životnom razvoju. Nekoliko studija sprovedenih kod migranata pokazuju da ako se migracija dogodila prije 15 godine, ona stvara predispoziciju za razvoj multiple skleroze. Ako se migracija dogodila nakon 15 godine starosti, migrant zadržava osjetljivosti zemlje svog porijekla.
Na pojavu multiple skleroze utječe godišnje doba u kome se osoba rodila. Zbog nedovoljne izloženosti suncu i oskudnog stvaranja i unosa vitamina D, pojava multiple skleroze je češća kod osoba rođenih u manje sunčanim mjesecima.
Prema istraživanjima provedenim u Nizozemskoj, stres povećava rizik od pogoršanja postojećih ili pojave novih simptoma bolesti, što izravno utječe i na povećanje stupnja invalidnosti bolesnika. Kod 73 bolesnika s MS čiji su razvoj liječnici redovno pratili, zabilježeno je 457 stresnih događaja (koji su uključivali stres na poslu, financijske probleme ili smrt nekog od bliskih članova obitelji). Nakon tih događaja, zabilježena je pojava 134 pogoršanja kod 56 bolesnika, i 136 infekcija kod 57 bolesnika. Stres je bio povezan s dvostruko većim rizikom od pogoršanja postojećih ili pojave novih simptoma bolesti, ali u ovoj studiji nije bilo dokaza o pogoršanju infekcija poslije stresnih događaja.

### Smrtnost
Kod bolesnika koji nemaju teške simptome ili znakove bolesti, stopa smrtnosti nije značajno povećana. Prosječan životni vijek bolesnika s multiplom sklerozom je šest do deset godina kraći nego kod zdravih osoba, i prvenstveno ovisi od životnog doba (starosti) bolesnika u trenutku pojave prvih simptoma bolesti. U posljednjih nekoliko desetak godina, na osnovu brojnih izvještaja iz brojnih zemalja svijeta, primjećen je značajan pad smrtnosti od multiple skleroze.

## Etiologija
Razne teorije pokušavaju objasniti uzrok nastanka multiple skleroze kombinacijom poznatih podataka o simptomima bolesti i brojnim istraživanjima. Prema dosadašnjim saznanjima njezina pojava je najvjerojatnije rezultat međudjelovanja (kombinacije) ekoloških čimbenika okoline i genetske predodređenosti, međutim do danas ovi čimbenici nisu jasno određeni.

### Nasljedni čimbenici
Iako multipla skleroza nije nasljedna bolest, kod bolesnika postoji određena nasljedna sklonost, u pogledu načina razvoja bolesti. Ako među najbližim rođacima ima oboljelih od MS, osoba iz te obitelji, ima 1-3% veću vjerojatnost za dobivanje bolesti. Rizik oboljevanja od MS je veći među rođacima osobe s bolešću nego u općem pučanstvu, a posebno je izražena kod braće i sestara, roditelja i djece.   Kod jednojajčanih blizanaca, vjerojatnost oboljevanja od multiple skleroze je oko 30%. Kod dvojajčanih blizanaca ta vjerojatnost je oko 4%, a kada je jedan od blizanaca ženskog spola i manja. Činjenica da jednojajčani blizanci ne oboljevaju u 100% slučajeva, pokazuje da bolest nije isključivo genetski uvjetovana. Ova činjenica ukazuje na značaj, tzv. genetske predodređenosti koja se nalazi pod utjecajem više gena. Pored toga najveći rizik od oboljevanja imaju rođena braća i sestre, dok je rizik mnogo manji za njihovo potomstvo.
Osim obiteljskih karakteristika, prisustvo specifičnih gena je povezano s MS. Razlike su u ljudskom leukocitnom antigenu HLA. Specifični sastav HLA grupe gena u kromosomu 6, koji služi kao glavni histokompatibilni kompleks MHC kod ljudi, se zna da ima uticaja na vjerojatnost oboljevanja od MS.
Najpouzdaniji dokaz za to je povezanost između MS i specifičnih  genetskih promjena, ekspresije antigena klase II glavnog histokompatibilnog kompleksa MHC - (eng. main hystocompatibility complex) na stanicama u predjelu lezije, definiranih kao DR15 i DQ6. Druga istraživanja su pokazala zaštitno djelovanje pojedinih gena, kao što su HLA-C554 i HLA-DRB1-*11. Nedavne genetske studije pokazale su postojanje 8 do 10 još neizdvojenih genetskih lokusa, potencijalnih kandidata za MS.
Zato se danas smatra da je genetska osnova MS rezultat međudjelovanja brojnih čimbenika (još nedovoljno jasnih) povećane osjetljivosti i, mogućeg, postojanja gena otpornosti. Imunološki, epidemiološki i genetski dokazi podržavaju stav da je izloženost genetski predodređene osobe čimbeniku ili čimbenicima okoline tijekom djetinjstva,(možda nekim od uobičajenih virusa), s vremenom dovodi do imunoposredovane inflamatorne demijelinizacije.

### Čimbenici upale
Genetska predodređenost može objasniti samo dio epidemioloških razlika u učestalosti MS, kao što su visoka učestalost bolesti u nekim obiteljima, odnosno smanjen rizik ovisno o genetskim uticajima kod udaljenih srodnika, ali ne objašnjava pojavu MS u drugim slučajevima, kao što su promjene u riziku oboljevanja, koje nastaju tijekom migracija pojedinih osoba u ranim godinama života.
Brojna istraživanja smatraju da je multipla skleroza autoimuna bolest u kojoj organizam, preko imunog sustava, stvara odbrambene mehanizme protiv vlastitog tkiva. U slučaju multiple skleroze to je mijelin, a uzročnik („okidač“) iz okruženja, bi mogao biti virus.
Objašnjenje za ova epidemiološka otkrića može biti u činjenici da je nastanak MS, možda radije povezan sa zajedničkom infekcijom, nego s nekim rijetkim patogentskim mehanizmom. Tijekom istraživanja ove bolesti razvijeni su različiti hipotetski mehanizmi koji pokušavaju objasniti uzroke pojave MS. 
- Higijenska hipoteza, tvrdi da su oboljele osobe od MS, tijekom djetinjstva bile izložene djelovanju raznih patogenih čimbenika, koji su stimulirali autoimune reakcije u organizmu podložnih pojedinaca, kod kojih se s godinama (starenjem), stvorio povećan rizik da njihov organizam reagira na infekciju izazvanu brojnim zaraznim mikroorganizamima.[22]
- Hipoteza prevalence, tvrdi da je MS uzrokovana patogenim mikroorganizmima, što objašnjava veću učestalost oboljevanja od MS u pojedinim područjima svijeta, regijama ili državama. Prisustvo ovih patogena u pojedinim područjima je češća pojava kod pojedinaca kod kojih oni uzrokuju asimptomatske, perzistentne (stalne) infekcije, ali samo u nekoliko slučajeva i mnogo godina nakon početne infekcije ovi patogeni uzrokuju demijelinizaciju živčanih stanica i pojavu MS.[22]

Dokazi koji govore da su neki virusi uzrok MS su sve brojniji. U mozgu i likvoru većine bolesnika s MS može se utvrditi prisutnost oligoklonalnih traka (čija je pojava svojstvena kod virusnih infekcija), dok su neki virusi otkriveni u živčanom sustavu izravno povezani, s demijelinizirajućim encefalomijelitisom kod ljudi. Nakon eksperimentalno unesene virusne infekcije, može se izazvati demijelinizacija živčanog sustava eksperimentalnih životinja.
Potencijalni virusi koji mogu biti povezani s MS, su ljudski herpes virusi, koji se u likvoru MS bolesnika mogu pronaći u obliku varičela herpes zoster (izazivača vodenih boginja). Od ostalih mogućih MS uzročnika, najviše se pažnje daje ljudskim endogenim retrovirusima i klamidofilima, iz skupine klamidija, koji su izazivači pneumonije (Lat Chlamydophila pneumoniae).

### Nezarazni čimbenici
Multipla skleroza je češća kod ljudi koji žive dalje od ekvatora. Uvećan rizik od MS je povezan sa smanjenim izlaganjem suncu. Smanjena proizvodnja i manji unos vitamina D glavni su biološki mehanizmi koji objašnjavaju povećan rizik oboljevanja među ljudima koji su manje izloženi sunčevoj svjetlosti.
Multipla skleroza ne povećava rizik od komplikacija tijekom trudnoće. Nije se pokazalo u medicinskoj praksi, da postoji, značajno povećana, učestalost prijevremenih porođaja, rađanja nedonoščadi, urođenih malformacija ili rane smrti novororođenčeta kod trudnica s MS.
Istraživanja koja su provedena kod 18,8 milijuna rođene djece u 38 država, uključujući i novorođenu djecu, na 10.000 žena s MS, otkrila su sljedeće razlike između skupine zdravih i žena oboljelih od MS;
- Među ženama s MS, 2,7% fetusa pokazivalo je znake snižene tjelesne težine-nedonošenost, (mjereno ultrazvukom), u usporedbi s 1,9% fetusa kod drugih žena.
- Vjerojatnost neophodnosti carskog reza kod žena s MS je nešto viša i iznosi 42%, u usporedbi s 33% kod drugih žena.
- Žene s MS imale su nižu stopu komplikacija u trudnoći nego žene koje su imale prije trudnoće dijabetes.

Kod žena koje imaju jednu od sljedećih autoimunih poremećaja veća je vjerojatnost da će se kod njih, kao komplikacija osnovne bolesti, razviti multipla skleroza.
- Bolesti štitne žlijezde, (hipertireoza)
- Dijabetes tip I
- Upalne bolesti bolesti crijeva (Crohnova bolest, ulcerozni kolitis i dr.)

## Patofiziologija
Početni uzrok ili uzroci za nastanak MS nisu poznati, ali se smatra da patogeneza bolesti podrazumijeva imuno posredovanu inflamatornu demijelinizacju i oštećenje aksona. Demijelinizirajuće bolesti u koje spada i multipla skleroza su ona patološka stanja pri kojima dolazi do oštećenja mijelinske opne koja obavija živčana vlakna u mozgu i kralježničnoj moždini ili na perifernim živcima. Zato je glavni patofiziološki mehanizam u multiploj sklerozi poremećaj strukture mijelinske opne nervne ćelije, i narušavanje neuroloških funkcija u organizmu oboljele osobe. 
Patohistološki pregled mozga u bolesnika s MS pokazuje najznačajnije osobine patološkog procesa.
- Intenzivno umnožavanje (perivaskularna infliltracija), CD4 T limfocita izvan središnjeg živčanog sustava, kao i infiltracija CD4 T aktiviranih limfocita i monocita u središnjim živčanim sustavu, je osnovni pokretač bolesti. Ove stanice su izuzetno ovisne od sinteze purinskih i pirimidinskih nukleozida, molekula neophodnih za normalno odvijanje procesa diobe stanica. Ovim patofiziološkim mehanizmom živčani sustav greškom uništava mijelinsku opnu aksona neuronskih stanica, što ima za posljedicu upalu i odvajanje mijelina od aksona, i pojavu demijelinizacije.[27]
- Ekspresiju antigena klase II glavnog histokompatibilnog kompleksa MHC (eng. main hystocompatibility complex) na ćelijama u predjelu lezije.
- Sekreciju hemokina, limfokina i monokina, od strane aktiviranih stanica, bez jasnih znakova infekcije.

Dodatni dokazi autoimune patogeneze MS uključuju:
- Imunološke poremećaje u krvi i cerebrospinalnoj tekućini bolesnika oboljelih od MS, posebno selektivna intertektalna humoralna imunološka aktivnost, poremećaje limfocitnih podskupina i veliku aktivnost ativiranih limfocita u krvi i cereprospinalnoj tekućini
- Povezanost između MS i određenih alotipova klase II histokompatibilnog kompleksa MHC.
- Klinički odgovor bolesnika s MS na imunomodulatornu terapiju. Stanje bolesnika se popravlja na imunosupresivnu, a pogoršava na terapiju interferonom gama IFN, koji stimulira imuni odgovor,
- Sličnosti između MS i eksperimentalnog alergijskog encefalomijelitisa EAE. To je eksperimentalni životinjski model u kojem ponavljane epizode inflamatorne demijelinizacije mogu biti potaknute unošenjem proteina mijelina, poput mijelina baznog proteina, ili proteolipidnog proteina, na osjetljivim životinjama.

### Mijelinska opna
Vrlo slično izolaciji oko električnih žica, mijelinska opna je izgrađena od (20%) proteina i (80%) mastii, koje su poznate pod nazivom lipoproteini. Mijelinska opna, osim što ima ulogu zaštite živčanog tkiva, ima i jednu vrlo važnu ulogu omogućavanja vrlo brzog širenja električnog impulsa kroz živčana vlakna. živčani (električni) impuls se širi živčanim vlaknom koje ima neoštećenu mijelinsku opnu veoma velikom brzinom, što osigurava normalnu funkciju živčanog sustava čovjeka. Značaj mijelinske opne se najbolje može uočiti kod novorođenčadi, gdje zbog nepotpunog razvoja i nedovoljne zrelosti živčanog sustava mnogi živci nemaju zrele mijelinske opne pa su njihovi pokreti nezgrapni, ispunjeni trzajima i primjetnom neusklađenošću. 
Kod bolesnika s multiplom sklerozom, živčani sustav greškom uništava mijelinsku opnu aksona, što ima za posljedicu upalu i odvajanje mijelina od aksona, (demijelinizacija). Ovaj postupak se odvija kroz dvije faze:
- Prva faza (faza upale) bolesti, karakterizira se ulaskom senzibiliziranih limfocita u živčani sustav i izlučivanjem upalnih faktora.[27]
- Druga faza (demijelinizacijska faza) bolesti, nastaje pod uticajem upalnih faktora koji dovode do stimulacije makrofaga, koji svojim djelovanjem dovode do uništavanja mijelinske opne, koja postaje nagrižena (prekinuta), i koju karakterizira pojava neuroloških simptoma.[27]

U ranoj fazi bolesti, dalja usporavanja provođenja mogu nastati zbog otoka (edema) tkiva, koji može biti smanjen u ovim fazama, kada se neurološki poremećaji mogu izgubiti usporedno s reapsorpcijom otoka (edema). Određeno vrijeme stanice koje stvaraju mijelin (oligodendrociti) imaju sposobnost obnavljanja oštećene mijelinske opne, zbog čega su neurološki simptomi u početnoj fazi bolesti najčešće prolazni. Obnovljeno, remijelizirano živčano vlakno najčešće normalno provodi živčane impulse, ali u stanjima povišene tjelesne temperature, povišene temperature sredine ili prijemora, prijenos impulsa, najčešće postaje nedovoljan, i kroz živčana vlakna uspješno prolaze samo signali manje frekvencije (učestalosti), što se manifestira pogoršanjem simptoma ili pojavom simptoma koji su prethodili remijelinizaciji. Takva se stanja zovu pseudorelapsi.
Kad je progresija bolesti praćena težim stupnjem uništenja mijelinske opne, neurološki deficit (simptomi ili klinički znakovi) ostaju prisutni u istom intenzitetu, ne povlače se, jer zbog trajnih oštećenja ne postoji mogućnost oporavka takvih bolesnika. Česte upalne reakcije na kraju uzrokuju nepopravljivo oštećenje aksona s razvojem trajnih neuroloških simptoma, koji postupno napreduju. Takav razvoj bolesti upućuje na degenerativnu fazu bolesti u kojoj više nema regresije ili oporavka formiranih kliničkih poremećaja.

### Lokalizacija demijelinizacije
Ako se demijelinizacija (oštećenje mijelinske opne) odigra u dijelu živčanog sustava koji prenosi informacije između mišića i mozga, tada mogu nastati problemi s pokretljivošću bolesnika. Ako se proces demijelinizacije odvija na živcima koji prenose senzorne informacije mozgu, multiplu sklerozu karakteriziraju poremećaji senzornih funkcija, kao što je vid.

## Razvoj bolesti
Rani simptomi i znakovi multiple skleroze su obično blagi, zbog kojih oboljela osoba najčešće u početku ne traži medicinsku pomoć niti mišljenje specijalista, a simptomi se povuku, tako da ponekad tek nakon drugog ili nekog od sljedećih napada liječnik od bolesnika saznaje da je pacijent i prije imao tipične početne simptome ove bolesti koji su nestali nakon nekoliko dana.
Početni simptomi multiple skleroze često su dupli vid, miješanje crvene i zelene boje ili čak sljepoća na jednom oku. Neobjašnjivi vidni problemi obično se poboljšavaju tek u višim stadijima bolesti.
Kod većine bolesnika s multiplom sklerozom javlja se i slabost mišića u udovima i problemi s koordinacijom i ravnotežom tijeku bolesti. Umor može biti izazvan fizičkom iscrpljenošću koja se može otkloniti odmaranjem, iako ovaj simptom može poprimiti oblik stalnog umora. Brojni bolesnici imaju simptome kao što su neosjetljivost, svrab kože, trnci, dok drugi mogu osjećati bolove. Teškoće govora, tremor i vrtoglavica su često prisutne tegobe. Oko polovine ljudi s multiplom sklerozom ima kognitivne teškoće poput poremećaja: koncentracije, pažnje, pamćenja, teškoće rasuđivanja i takvi simptomi su često blagi i obično se previđaju i zanemaruju.
Depresija koja je povezana s kognitivnim problemima drugo je zajedničko obilježje oboljelih od multiple skleroze. Oko 10% bolesnika pati od težih psiholoških poremećaja. Kod 60% oboljelih toplina može uzrokovati privremeno pogoršanje mnogih simptoma multiple skleroze. U tim slučajevima smanjenje topline uklanja ove probleme. Zbog toga plivanje može biti dobro za ljude s multiplom sklerozom.
Simptomi multiple skleroze zavise od lokalizacije promjena i jačine upale mijelinskog omotača neurona. To je razlog zbog čega su simptomi multiple skleroze toliko različiti i zašto ih je teško predvidjeti. Premda mozak i kralježnična moždina imaju velik rezervni kapacitet, mnoga područja upale mijelinskog omotača neće dati nikakve simptome. Na mjestima nestanka mijelinskog omotača nastaju ožiljci koji se nazivaju skleroza, plak ili lezija.
Klinički znakovi i simptomi koji se pojavljuju u multiploj sklerozi mogu uzrokovati poremećaje vida, senzorne poremećaje, poremećaje koordinacije pokreta i ravnoteže, poremećaj mokrenja, defekacije i seksualnih funkcija, intelektualnih funkcija itd. Nikada jedan bolesnik nema sve simptome, a neki se simptomi pojavljuju češće u ranoj fazi bolesti, dok simptomi otežanog kretanja, povećanog tonusa mišića u nogama, smetnje mokrenja i nestabilnost u hodu i stajanju češće nastaju u kasnijoj fazi bolesti.
| -                             | Poremećaji vida |
| Optički neuritis              | Zamagljen vid • Bol u oku • Gubitak vida za boje • Sljepoća |
| Diplopija                     | Dvostruko (duplo) viđenje |
| Nistagmus                     | Nevoljni trzaji, poigravanje, odnosno treperenje očnih jabučica u određenim pravcima. ...                                                                               |
| Internuklearna oftalmoplegija | Nekoordinirani (nevoljni) pokreti očnih jabučica • Skretanje pokreta očnih jabučica u pojedinim pravcima • Zbog čega nastaje dvostruko viđenje i nistagmus              |
| -                             | Motorni poremećaji |
| Pareza                        | Mišićna slabost • Monopareza (slabost jednog od udova) • Parapareza (slabost nogu) • Hemipareza (slabost jedne od strana tijela) • Tetrapareza (slabost sva četiri uda) |
| Plegija                       | Potpuni gubitak mišićne snage - oduzetost |
| Spastičnost                   | Ukočenost • Bol • Ograničenost pokreta u zahvaćenoj ruci ili nozi zbog ukočenosti                                                                                       |
| Dizartrija                    | Nerazgovjetan govor, zbog organskih poremećaja u stvaranju glasova |
| Mišićni spazam                | Nevoljna, bolna grčenja mišića |
| -                             | Senzorni poremećaji |
| Parestezije                   | Trnci • Mravinjanje |
| Lhermittov znak               | Osjećaj prolaska „struje“ niz karlicu pri savijanju glave |
| Neuralgija, neuropatska bol   | Bol u obliku probadanja ili pečenja bez nekog drugog poznatog uzroka • Neuralgija trigeminusa – kratkotrajni probadajući bol u području lica                            |
| Anestezija                    | Gubitak osjećaja – pojavljuje se rjeđe |
| -                             | Poremećaji koordinacije pokreta i ravnoteže |
| Ataksija                      | Nemogućnost održavanja ravnoteže • „Rušenje“ i zanošenje pri hodu |
| Intencioni tremor             | Pojava drhtanja ruku pri izvođenju pokreta - drhtanje je najjače kad je cilj na dohvatu ruku.                                                                           |
| Dismetrija                    | Poremećaj koordinacije udova - nemogućnost kontrole točnosti pokreta tijela, pri čemu dolazi do promašivanja cilja pokreta                                              |
| Vrtoglavica                   | Osjećaj rotacije u prostoru, praćen mučninom, ponekad i povraćanjem |
| -                             | Poremećaj mokrenja, defekacije i seksualnih funkcija |
| Urgentna inkontinencija       | Jak i neodložan nagon za mokrenjem ili defekacijom - nemogućnost voljnog zadržavanja mokraće ili stolice.                                                               |
| Retencija mokrenja            | Nemogućnost spontanog i potpunog pražnjenja mokraćnog mjehura |
| Zatvor (opstipacija)          | Neredovna stolica • Nadutost trbuha |
| Inkontinencija alvi           | Jak i neodložan nagon za defekacijom - nemogućnost voljnog zadržavanja stolice                                                                                          |
| Impotencija                   | Oštećenje seksualnih funkcija • Nemogućnost ejakulacije • Frigidnost |
| -                             | Kognitivni poremećaji |
| Depresija                     | Bezvoljnost • Gubitak želje za životom • Poremećaji spavanja i apetita • Pojačano zamaranje • Slaba koncentracija                                                       |
| Promjene raspoloženja         | - |
| Euforija                      | Neobjašnjivo i neočekivano dobro raspoloženje koje prati percepcija, ekstremne sreće, ekscesivnog optimizma i povećana motorna aktivnost                                |
| -                             | Ostali poremećaji |
| Umor Bol                      | Bol i umor su vrlo česti i rani simptomi bolesti |
| Uthoffov znak                 | Pogoršanje vida kod bolesnika s optičkim neuritisom nakon izlaganja povišenoj temperaturi (u sauni, toploj vodi, itd)                                                   |

## Vanjske poveznice
- http://www.intelihealth.com/IH/ihtIH/WSIHW000/8320/8320.html  Arhivirana inačica izvorne stranice od 30. prosinca 2010. (Wayback Machine)
- http://www.msrc.co.uk/
- http://www.multipla-skleroza.com/  Arhivirana inačica izvorne stranice od 30. srpnja 2010. (Wayback Machine)
- http://www.multiplaskleroza.hr/  Arhivirana inačica izvorne stranice od 27. lipnja 2012. (Wayback Machine)